# 2020 FNS歌謡祭
『2020 FNS歌謡祭』（2020 エフエヌエスかようさい）は、フジテレビ系列で2020年12月2日 18:30 - 23:28（JST）・12月9日 18:30 - 22:48（JST）に生放送された通算49回目の『FNS歌謡祭』である。

## 概要
2020年11月12日放送の『VS嵐』で、本年の『FNS歌謡祭』の放送が発表された。総合司会は前年の『2019 FNS歌謡祭』に引き続き、嵐の相葉雅紀と当時フジテレビアナウンサーの永島優美が担当する。
2015年 - 2019年に引き続き、6年連続で本年も当番組では2DAYS・2週連続として2回に分けて生放送されることが番組ホームページで発表された。今回は、第2夜の開始時間も繰り上がって例年より30分早い18:30開始となったが、終了時間は40分早い22:48終了となったため、第2夜は前年より10分短縮となった。第1夜は12月2日 18:30 - 23:28（JST）に、第2夜は12月9日 18:30 - 22:48（JST）に生放送された。本年はそれぞれ4時間58分と4時間18分（2週合計9時間16分）の大長編となる。
1998年から前年まで（2015年以降は第1夜のみ）は会場はグランドプリンスホテル新高輪「飛天」だったが、本年は新型コロナウイルスによる影響で出演アーティスト同士の3つの密を避ける配慮で、第1夜・第2夜共に会場をフジテレビ本社「FCGビル」に移して、同年8月26日放送の『2020 FNS歌謡祭 夏』と同様に番組全体は生放送で大半のアーティストを事前収録での出演にして放送された。また、第1夜・第2夜共に会場は「FCGビル」だが、例年のように「飛天」のスタジオセットを使用した。
12月2日（第1夜）の平均視聴率は第1部（18:30 - 19:00）が9.2%、第2部（19:00 - 23:00）が14.1%、第3部（23:00 - 23:28）が10.3%だった。また、瞬間最高視聴率は20:55・20:56（JST）、松任谷由実と嵐の共演で「春よ、来い」と「君のうた」を披露しているシーンで、16.7%だった（いずれもビデオリサーチ調べ、関東地区・世帯・リアルタイム）。
12月9日（第2夜）の平均視聴率は第1部（18:30 - 19:00）が8.5%、第2部（19:00 - 22:48）が11.0%だった。また、瞬間最高視聴率は21:00（JST）、福山雅治が「Squall」を披露しているシーンで、12.7%だった（いずれもビデオリサーチ調べ、関東地区・世帯・リアルタイム）。

## 当日のステージ

### 第1夜
トップバッターでは、当番組では乃木坂46が初めて担当して番組恒例の「クリスマスソングメドレー」の1曲目として「赤鼻のトナカイ」を披露した。大トリでは、下記のジャニーズメンバー4組14名（下記参照）が初めて担当してNEWSの「weeeek」を披露した。
第1夜のステージの最多出演者は松任谷由実であり、4曲に参加していた。
番組前半では、番組恒例であるクリスマスソングメドレーが出演アーティストのカバーで披露された。尚、番組のオープニング前に行われた。また、第1夜の放送当日がデビュー日でフジテレビ初歌唱となるNiziUがデビュー曲を披露した。さらに、共に今年デビュー20周年を迎えた水樹奈々と倖田來未がコラボレーションでそれぞれのヒット曲である「innocent starter」と「you」を披露した。そして、今年デビュー40周年を迎えた松田聖子が最新アルバムから2曲をFNS限定のスペシャルメドレーとして披露した。
番組中盤では、LA DIVAがマイケル・ジャクソンの3曲をカバーによるスペシャルメドレーとして披露された。また、特別コラボ企画として松任谷由実と嵐がコラボレーションでそれぞれのヒット曲である「春よ、来い」と「君のうた」を披露した。そして、改めて注目される中島みゆきの名曲特集として出演アーティスト同士のカバー・コラボレーションのスペシャルメドレーで披露された。
番組後半では、同局のバラエティ番組『出川・爆問田中・岡村のスモール3』から誕生したユニット・SMALL3が完成した番組テーマソングを楽曲制作した松任谷由実とのコラボレーションで披露した。また、ジャニーズコラボ企画としてKAT-TUN、King & Prince、SixTONESの3組によるコラボレーションメドレーを披露した。
KinKi Kidsの新曲「彗星の如く」はこれがテレビ初披露となった。
生出演したのは司会の相葉と永島アナ、出演アーティストのKAT-TUN、King & Prince、SixTONES、DA PUMP、乃木坂46、森高千里のみであり、それ以外の出演アーティストは全て事前収録での出演だった。
第1夜では、ジャニーズ事務所からはKinKi Kids、嵐、KAT-TUN、King & Prince、SixTONESの5組が出演した。
出演アーティストは全52組で、全60曲中19曲がコラボレーション（共演）で披露された。

### 第2夜
第2夜では番組テーマが設けられており、「ラブソング」であった。
トップバッターでは、堂本剛FUNK同好会が当番組では初めて担当して前年の第2夜で楽曲制作して終盤に披露した番組オリジナルテーマソング『「しすてむ」』を披露した。大トリでは、嵐が当番組では初めて担当して3曲のスペシャルメドレーの最後の曲として自身のデビュー曲「A・RA・SHI」を披露した。
第2夜のステージの最多出演者はE-girlsであり、4曲に参加していた。
番組前半では、第1夜と同様に番組恒例のクリスマスソングメドレーをジャニーズ5組によるカバーで披露された。また、年内で解散を控えているE-girlsが4曲のFNSラストメドレーを披露した。さらに、同局のバラエティ番組『超逆境クイズバトル!! 99人の壁』の司会者で同番組からのきっかけで佐藤二朗がナオト・インティライミとの歌唱のコラボレーションが実現した。
番組中盤では、番組恒例のミュージカル企画として翌年に公演を控えている『レ・ミゼラブル』のキャストメンバーとリモートによる視聴者との歌唱のコラボレーションを披露した。また、平手友梨奈が欅坂46を脱退後初のオリジナル楽曲を披露した。
番組後半では、とんねるずの石橋貴明がソロで当番組初出演して1997年にバラエティ番組の企画で工藤静香と組んだユニット・Little Kissが一夜限りの復活して23年ぶりに「A.S.A.P.」を披露した。また、今年デビュー30周年を迎えた福山雅治がFNS限定のスペシャルメドレーを披露した。さらに、年内で活動休止を控えている嵐が3曲のFNSラストメドレーを披露した。
生出演したのは司会の相葉と永島アナ、出演アーティストの嵐、生田絵梨花、瑛人、A.B.C-Z、GACKT、関ジャニ∞、Kis-My-Ft2、KENZO、Snow Man、Sexy Zone、ハラミちゃん、刀剣男士 team新撰組 with蜂須賀虎徹、平手友梨奈、森山直太朗、山崎育三郎のみであり、それ以外の出演アーティストは全て事前収録での出演だった。
第2夜では、ジャニーズ事務所からは堂本剛、嵐、関ジャニ∞、Kis-My-Ft2、Sexy Zone、A.B.C-Z、Snow Manの7組が出演した。
出演アーティストは全47組で、全58曲中13曲がコラボレーション（共演）で披露された。

### 全体（第1夜・第2夜）
阿佐ヶ谷姉妹、石橋貴明、ENHYPEN、大貫勇輔、King Gnu、櫻坂46、佐藤浩市、佐藤二朗、JO1、菅田将暉、SixTONES、Snow Man、SMALL3、SEVENTEEN、田代万里生、DISH//、刀剣男士 team新撰組 with蜂須賀虎徹、NiziU、Novelbright、花總まり、ハラミちゃん、平手友梨奈、宮本浩次の23組のアーティストが『FNS歌謡祭』に初出演した。
第1夜・第2夜のどちらにも出演したアーティストは嵐、生田絵梨花、工藤静香、KENZO、白濱亜嵐、関口メンディー、堂本剛、三浦大知、山崎育三郎、Little Glee Monsterの10組。
第1夜・第2夜合わせて、出演アーティストは94組・披露された楽曲は118曲・披露されたコラボレーション（共演）は32共演となった。
第1夜・第2夜合わせたステージの最多出演者は嵐であり、それぞれ計5曲に参加していた。
小沢健二は1995年以来の25年ぶり、松田聖子は2000年以来の20年ぶり、中川翔子は2013年以来の7年ぶり、石橋貴明・藤井尚之・Mr.Children・森山直太朗は2014年以来の6年ぶり、中島美嘉は2015年以来の5年ぶり、[Alexandros]・A.B.C-Z・GACKT・秦基博・松任谷由実は2016年以来の4年ぶり、柴咲コウ・德永英明・福山雅治は2017年以来の3年ぶりの『FNS歌謡祭』の出演となった。
第1夜に木梨憲武、第2夜に石橋貴明がそれぞれ出演して、とんねるずが2週連続で単独出演した。
第1夜・第2夜共に行われたクリスマスソングメドレーでは、山下達郎の「クリスマス・イブ」が第1夜・第2夜のどちらも、それぞれ異なるアーティストのカバーで披露された（下記参照）。
昨年に引き続き、King & Princeの岩橋玄樹がパニック障害で休養による活動休止中のため、出演を辞退した。また体調不良による休養で活動休止中のSexy Zoneのマリウス葉も出演を辞退した。さらに、BTSのSUGAと日向坂46の松田好花も諸々の事情による休養で活動休止中のため同じく出演を辞退した。
乃木坂46の堀未央奈・松村沙友理・大園桃子・高山一実、櫻坂46の守屋茜・尾関梨香、Little Glee Monsterの芹奈、DA PUMPのDAICHI、Kis-My-Ft2の北山宏光、2023年10月8日に死去した谷村新司、年内で活動休止を控えている嵐と年内で解散を控えているE-girls、2021年4月に解散したIZ*ONEも、最後の『FNS歌謡祭』の出演となった。

## 出演者

### 司会
- 相葉雅紀（嵐）
- 永島優美（当時：フジテレビアナウンサー）

### 出演アーティスト

#### 第1夜（出演アーティスト）
- IZ*ONE
- Aqours
- 絢香
- 嵐
- [Alexandros]
- 宇崎竜童
- EXILE
- ENHYPEN
- 鬼束ちひろ
- 尾上松也
- KAT-TUN
- 木梨憲武
- 清塚信也
- KinKi Kids[注 29]
- King & Prince
- King Gnu
- 工藤静香
- 劇団四季『オペラ座の怪人』
- 倖田來未
- 郷ひろみ
- 佐藤浩市
- 三代目 J SOUL BROTHERS from EXILE TRIBE
- JO1
- ジェジュン
- 柴咲コウ
- 菅田将暉
- SixTONES
- SMALL3（出川哲朗/田中裕二/岡村隆史）
- DA PUMP
- DISH//
- 德永英明
- 中島美嘉
- NiziU
- 乃木坂46
- 浜崎あゆみ
- BTS
- 藤井尚之
- 藤井フミヤ
- 藤巻亮太
- 松下奈緒
- 松田聖子
- 松任谷由実
- 三浦大知
- 水樹奈々
- Mr.Children
- 宮野真守
- 宮本笑里
- 森高千里
- 山崎育三郎
- LA DIVA（森山良子/平原綾香/新妻聖子/サラ・オレイン）[注 30]
- LiSA
- Little Glee Monster

太文字は当年のNHK『第71回NHK紅白歌合戦』に出場。
※五十音順

#### 第2夜（出演アーティスト）
- aiko
- 阿佐ヶ谷姉妹
- 嵐
- E-girls
- 生田絵梨花
- 石橋貴明
- 瑛人
- A.B.C-Z
- 大貫勇輔
- 小沢健二
- GACKT
- 関ジャニ∞[注 31]
- Kis-My-Ft2
- 工藤静香
- KENZO（DA PUMP）
- 櫻坂46
- 佐藤二朗
- THE RAMPAGE from EXILE TRIBE
- THE ALFEE
- GENERATIONS from EXILE TRIBE
- JUJU
- 城田優
- Snow Man
- Sexy Zone[注 32]
- SEVENTEEN
- 田代万里生
- 谷村新司
- 東京事変
- 東京スカパラダイスオーケストラ
- 刀剣男士 team新撰組 with蜂須賀虎徹
- 堂本剛FUNK同好会
- ナオト・インティライミ
- 中川翔子
- Novelbright
- 秦基博
- 花總まり
- ハラミちゃん
- 一青窈
- 日向坂46
- 平手友梨奈
- 福山雅治
- 三浦大知
- 宮本浩次
- 森山直太朗
- 山崎育三郎
- Little Glee Monster
- 『レ・ミゼラブル』2021カンパニー

太文字は当年のNHK『第71回NHK紅白歌合戦』に出場。 
※五十音順

### 音楽・演奏
- 武部聡志音楽団

音楽監督&Pf.：武部聡志／演奏：Dr. 村石雅行、Ba. 浜崎賢太、Key. 清水俊也、Gt. 鳥山雄司・遠山哲朗、MNP. 前田雄吾、Cho. 今井マサキ・加藤いづみ・佐々木詩織・田中雪子、Strings. 今野均ストリングス、Perc. 中北裕子

## セットリスト

### 第1夜（セットリスト）
| 順番 | アーティスト                                               | 楽曲                                                    |
| ---- | ---------------------------------------------------------- | ------------------------------------------------------- |
| 1    | 乃木坂46                                                   | 赤鼻のトナカイ (1949/ジーン・オートリー&ザ・ピナフォア) |
| 2    | Little Glee Monster                                        | クリスマス・イブ (1983/山下達郎)                        |
| 3    | DISH//                                                     | チキンライス (2004/浜田雅功と槇原敬之)                  |
| 4    | 絢香                                                       | 三日月 (2006)                                           |
| 5    | SixTONES                                                   | NEW ERA                                                 |
| 6    | ENHYPEN                                                    | Given-Taken                                             |
| 7    | 三代目 J SOUL BROTHERS                                     | RISING SOUL                                             |
| 8    | NiziU                                                      | Step and a step                                         |
| 9    | King & Prince                                              | I promise                                               |
| 10   | 德永英明×山崎育三郎                                        | レイニー ブルー (1986/德永英明)                         |
| 11   | 郷ひろみ×ISSA(DA PUMP)×松下奈緒                            | 逢いたくてしかたない (1995/郷ひろみ)                    |
| 12   | Aqours×ユニバーサル・スタジオ・ジャパン                    | ジングルベルがとまらない (2016/Aqours)                  |
| 13   | 水樹奈々×倖田來未                                          | innocent starter (2004/水樹奈々)                        |
| 14   | 倖田來未×水樹奈々                                          | you (2005/倖田來未)                                     |
| 15   | 松田聖子                                                   | 風に向かう一輪の花                                      |
| 16   | 松田聖子                                                   | 瑠璃色の地球 2020                                       |
| 17   | 木梨憲武×宇崎竜童×佐藤浩市                                 | 生きてるうちが花なんだぜ                                |
| 18   | 柴咲コウ                                                   | BIRTH                                                   |
| 19   | 劇団四季                                                   | マスカレード                                            |
| 20   | 山崎育三郎×宮野真守                                        | 君は薔薇より美しい (1979/布施明)                        |
| 21   | 尾上松也×京本大我(SixTONES)                                | じれったい (1987/安全地帯)                              |
| 22   | LA DIVA                                                    | THRILLER (1982/マイケル・ジャクソン)                    |
| 23   | LA DIVA                                                    | BILLIE JEAN (1982/マイケル・ジャクソン)                 |
| 24   | LA DIVA                                                    | BEAT IT (1982/マイケル・ジャクソン)                     |
| 25   | 森高千里                                                   | 17才 (1971/南沙織)                                      |
| 26   | 藤井フミヤ×藤井尚之                                        | 星屑のステージ (1984/チェッカーズ)                      |
| 27   | 藤井フミヤ×DISH//×藤井尚之                                 | ジュリアに傷心 (1984/チェッカーズ)                      |
| 28   | IZ*ONE                                                     | Beware                                                  |
| 29   | DA PUMP                                                    | Fantasista〜ファンタジスタ〜                            |
| 30   | 乃木坂46                                                   | 僕は僕を好きになる                                      |
| 31   | KAT-TUN                                                    | to the NEXT                                             |
| 32   | 松任谷由実×嵐                                              | 春よ、来い (1994/松任谷由実)                            |
| 33   | 嵐×松任谷由実                                              | 君のうた (2018/嵐)                                      |
| 34   | LiSA×清塚信也                                              | 炎 (LiSA)                                               |
| 35   | Mr.Children                                                | Brand new planet                                        |
| 36   | 絢香                                                       | 空と君のあいだに (1994/中島みゆき)                      |
| 37   | 工藤静香×宮本笑里                                          | 地上の星 (2000/中島みゆき)                              |
| 38   | 德永英明×生田絵梨花(乃木坂46)                              | わかれうた (1977/中島みゆき)                            |
| 39   | BTS                                                        | Dynamite                                                |
| 40   | 菅田将暉                                                   | 虹                                                      |
| 41   | DISH//                                                     | 猫 〜THE FIRST TAKE Ver.〜 (2017)                       |
| 42   | 三浦大知                                                   | (RE)PLAY (2016)                                         |
| 43   | 鬼束ちひろ                                                 | infection (2001)                                        |
| 44   | EXILE                                                      | Ti Amo (2008)                                           |
| 45   | スモール3と松任谷由実                                      | きみのためにSuperman                                    |
| 46   | 松任谷由実                                                 | 知らないどうし                                          |
| 47   | KAT-TUN×SixTONES                                           | Keep the faith (2007/KAT-TUN)                           |
| 48   | King & Prince×中丸雄一(KAT-TUN)×田中樹・ジェシー(SixTONES) | シンデレラガール (2018/King & Prince)                   |
| 49   | のりみょん(木梨憲武)                                       | 裸の心 (あいみょん)                                     |
| 50   | 三代目 J SOUL BROTHERS                                     | Best Friend's Girl (2010/三代目 J Soul Brothers)        |
| 51   | King Gnu                                                   | 三文小説                                                |
| 52   | 柴咲コウ                                                   | テルーの唄 (2006/手嶌葵)                                |
| 53   | ジェジュン                                                 | たしかなこと (2005/小田和正)                            |
| 54   | [Alexandros]                                               | 風になって                                              |
| 55   | KinKi Kids                                                 | 彗星の如く                                              |
| 56   | EXILE                                                      | RED PHOENIX                                             |
| 57   | 中島美嘉 with 藤巻亮太                                     | 真冬のハーモニー                                        |
| 58   | JO1                                                        | Shine A Light                                           |
| 59   | 浜崎あゆみ                                                 | オヒアの木                                              |
| 60   | 相葉雅紀(嵐)×KAT-TUN×King & Prince×SixTONES                | weeeek (2007/NEWS)                                      |

### 第2夜（セットリスト）
| 順番 | アーティスト                          | 楽曲                                                    |
| ---- | ------------------------------------- | ------------------------------------------------------- |
| 1    | 堂本剛FUNK同好会                      | 『しすてむ』 (2019)                                     |
| 2    | Sexy Zone                             | LAST CHRISTMAS (1984/ワム!)                             |
| 3    | Snow Man                              | サンタが街にやってくる (1934/クリスマスソング)          |
| 4    | Kis-My-Ft2                            | 恋人がサンタクロース (1980/松任谷由実)                  |
| 5    | A.B.C-Z                               | 赤鼻のトナカイ (1949/ジーン・オートリー&ザ・ピナフォア) |
| 6    | 関ジャニ∞                             | クリスマス・イブ (1983/山下達郎)                        |
| 7    | GENERATIONS                           | Lovers Again (2007/EXILE)                               |
| 8    | 城田優                                | even if (2000/平井堅)                                   |
| 9    | 東京スカパラダイスオーケストラ        | Good Morning 〜ブルー・デイジー feat. aiko              |
| 10   | aiko×東京スカパラダイスオーケストラ   | ボーイフレンド (2000/aiko)                              |
| 11   | 日向坂46                              | アザトカワイイ                                          |
| 12   | Ku-Wa de MOMPE(石橋貴明×マッコイ斉藤) | Stranger to the city                                    |
| 13   | THE RAMPAGE                           | FEARS                                                   |
| 14   | E-girls                               | Follow Me (2012/E-Girls)                                |
| 15   | E-girls                               | Mr.Snowman (2014/e-girls)                               |
| 16   | E-girls                               | Anniversary!! (2015)                                    |
| 17   | E-girls                               | Love ☆ Queen (2017)                                     |
| 18   | 山崎育三郎×森山直太朗                 | 君に伝えたいこと (山崎育三郎)                           |
| 19   | 秦基博                                | 泣き笑いのエピソード                                    |
| 20   | Little Glee Monster                   | 足跡                                                    |
| 21   | A.B.C-Z                               | 頑張れ、友よ!                                           |
| 22   | THE ALFEE×阿佐ヶ谷姉妹                | 星空のディスタンス (1984/ALFEE)                         |
| 23   | 佐藤二朗×ナオト・インティライミ       | 万里の河 (1980/チャゲ&飛鳥)                             |
| 24   | Snow Man                              | KISSIN' MY LIPS                                         |
| 25   | 三浦大知                              | Antelope                                                |
| 26   | Kis-My-Ft2                            | ENDLESS SUMMER                                          |
| 27   | 花總まり×山崎育三郎                   | 私が踊る時 (エリザベートキャスト)                       |
| 28   | 花總まり×田代万里生                   | あなたに続く道 (エリザベートキャスト)                   |
| 29   | SEVENTEEN                             | HOME;RUN                                                |
| 30   | 日向坂46                              | 青春の馬                                                |
| 31   | Novelbright                           | あなたを求めただけなのに                                |
| 32   | Sexy Zone                             | NOT FOUND                                               |
| 33   | ナオト・インティライミ                | The World is ours! (2014)                               |
| 34   | 櫻坂46                                | Nobody's fault                                          |
| 35   | 小沢健二                              | ラブリー (1994)                                         |
| 36   | 福山雅治                              | Squall (1999)                                           |
| 37   | 秦基博                                | 鱗 (2007)                                               |
| 38   | JUJU                                  | 奇跡を望むなら... (2006)                                |
| 39   | 森山直太朗×生田絵梨花                 | 愛し君へ (2004/森山直太朗)                              |
| 40   | 東京事変                              | 群青日和 (2004)                                         |
| 41   | 刀剣男士 team新撰組 with蜂須賀虎徹    | ユメひとつ                                              |
| 42   | 『レ・ミゼラブル』2021カンパニー      | 民衆の歌 (1980/レ・ミゼラブルキャスト)                  |
| 43   | aiko                                  | ハニーメモリー                                          |
| 44   | GENERATIONS                           | You & I                                                 |
| 45   | 平手友梨奈                            | ダンスの理由                                            |
| 46   | Little Kiss(石橋貴明×工藤静香)        | A.S.A.P. (1997)                                         |
| 47   | GACKT×ハラミちゃん                    | Last Song (2003/Gackt)                                  |
| 48   | 一青窈×大貫勇輔                       | 他人の関係 (1973/金井克子)                              |
| 49   | 宮本浩次                              | あなた (1973/小坂明子)                                  |
| 50   | 谷村新司×中川翔子                     | 忘れていいの-愛の幕切れ- (1984/小川知子・谷村新司)      |
| 51   | 瑛人×KENZO                            | 香水 (2019/瑛人)                                        |
| 52   | 関ジャニ∞                             | Re:LIVE                                                 |
| 53   | 東京事変                              | 命の帳                                                  |
| 54   | 福山雅治                              | 心音                                                    |
| 55   | 福山雅治                              | 革命                                                    |
| 56   | 嵐                                    | Do you...?                                              |
| 57   | 嵐                                    | カイト                                                  |
| 58   | 嵐                                    | A・RA・SHI (1999)                                       |

### VTR

#### 第1夜（VTR）
ミュージカル名作選
- ミス・サイゴン「アメリカン・ドリーム」 『2019 FNS歌謡祭』より
- Endless SHOCK「So Feel It Coming」(2006) 『緊急生放送! FNS音楽特別番組 春は必ず来る』より
- ヘアスプレー「You Can't Stop The Beat」(2002) 『2019 FNS歌謡祭』より
- レ・ミゼラブル「ONE MORE DAY」 『2019 FNSうたの夏まつり』より

特別企画 筒美京平名曲集
- いしだあゆみ「ブルー・ライト・ヨコハマ」
- 尾崎紀世彦「また逢う日まで」
- 郷ひろみ「男の子女の子」
- 太田裕美「木綿のハンカチーフ」
- ジュディ・オング「魅せられて」
- 斉藤由貴「卒業」
- 小泉今日子「なんてったってアイドル」
- 少年隊「仮面舞踏会」
- 中山美穂「ツイてるねノッてるね」
- 宇野ゆう子「サザエさん」

特別企画 名演集&名共演集
- 嵐×ゆず「夏疾風」(2018/嵐) 『2018 FNS歌謡祭』より
- 薬師丸ひろ子×橋本環奈「セーラー服と機関銃」(1981/薬師丸ひろ子) 『2016 FNS歌謡祭』より
- 華原朋美×Nissy(西島隆弘)「I'm proud」(1996/華原朋美) 『2016 FNS歌謡祭』より
- 德永英明×貴乃花光司「輝きながら…」(1987/德永英明) 『2011 FNS歌謡祭』より
- THE ALFEE×ダチョウ倶楽部「メリーアン」(1983/ALFEE) 『2017 FNS歌謡祭』より
- DA PUMP×宝塚歌劇団 雪組「U.S.A.」(2018/DA PUMP) 『2019 FNSうたの夏まつり』より
- 平井堅×平手友梨奈「ノンフィクション」(2017/平井堅) 『2017 FNS歌謡祭』より
- 満島ひかり「ファイト!」(1994/中島みゆき) 『2020 FNS歌謡祭 夏』より
- 玉置浩二×森山直太朗「メロディー」(1996/玉置浩二) 『2014 FNS歌謡祭』より
- 望海風斗(宝塚歌劇団 雪組)×山崎育三郎「闇が広がる」(エリザベートキャスト) 『2019 FNSうたの夏まつり』より
- エレファントカシマシ×木村拓哉「今宵の月のように」(1997/エレファントカシマシ) 『2013 FNS歌謡祭』より
- 長渕剛「乾杯」(1980) 『2016 FNS歌謡祭』より

#### 第2夜（VTR）
AKB48 15周年『FNS歌謡祭』名場面集
- 「会いたかった」『2010 FNS歌謡祭』より
- 「Everyday、カチューシャ」『2011 FNS歌謡祭』より
- 「Beginner」(AKB48×三谷幸喜) 『2013 FNS歌謡祭』より
- 「ヘビーローテーション」『2013 FNS歌謡祭』より
- 「ヘビーローテーション」(AKB48×乃木坂46×欅坂46×ももいろクローバーZ×私立恵比寿中学×チームしゃちほこ[注 37]×モーニング娘。'15[注 38]×℃-ute) 『2015 FNS歌謡祭 THE LIVE』より
- 「ポニーテールとシュシュ」(2010) 『2016 FNSうたの夏まつり 〜海の日スペシャル〜』より
- 「桜の花びらたち」(AKB48×乃木坂46×欅坂46×ももいろクローバーZ×モーニング娘。'16[注 38]×℃-ute) 『2016 FNS歌謡祭 第2夜』より

嵐『FNS歌謡祭』名場面集
- 「A・RA・SHI」『1999 FNS歌謡祭』より
- 「感謝カンゲキ雨嵐」『2000 FNS歌謡祭』より
- 「WISH」『2005 FNS歌謡祭』より
- 「One Love」『2008 FNS歌謡祭』より
- 「果てない空」(嵐×松下奈緒) 『2010 FNS歌謡祭』より
- 「妹」(南こうせつ×嵐×松下奈緒) 『2011 FNS歌謡祭』より
- 「赤鼻のトナカイ」(嵐×ミニオン) 『2017 FNS歌謡祭』より
- 「夏疾風」(嵐×ゆず) 『2018 FNS歌謡祭』より
- 「君のうた」(嵐×松任谷由実) 『2020 FNS歌謡祭 第1夜』より

## スタッフ
- 制作：太田一平
- エグゼクティブ・プロデューサー：石田弘
- 構成：山内浩嗣
- セットデザイン：YUKIE WICKSON（越野幸栄）
- 美術プロデューサー：塩入隆史、楫野淳司
- アートコーディネーター：鈴木真吾、鈴木あみ
- 大道具：篠本匡介、木村邦春
- アートフレーム：三浦文裕、金谷政宏
- 電飾：久光義紀、渡辺信一
- アクリル装飾：川満貴志、犬塚健
- 視覚効果：倉谷美奈絵
- 生花装飾：小柳幸絵
- メイク：久保田裕子
- 楽器：島津哲也
- LED：桑島亮太、川西紘平、齋藤淳之介、河本祥太
- CG：古畑資展（第1夜はCG、第2夜はタイトルCGのみ）、村上雅洋、岩瀬直孝（村上・岩瀬→第2夜のみ）
- TD／SW：米山和孝
- SW：斉藤伸介（第1夜のみ）、馬塲義土、長尾康平（長尾→第2夜のみ）
- カメラ：片野裕史、中野誠也（中野→第2夜のみ）
- 音声：菊地道元（第1夜のみ）、太田宗孝（第2夜のみ）
- VE：米田祐基（第1夜のみ）、久保島春樹（第2夜のみ）
- 照明プロデュース・デザイン：植松晃一（第1夜は照明プロデュース・デザイン、第2夜は照明プロデューサーのみ担当）
- 照明デザイン：西野大介、中村貞敏、三觜繁（西野～三觜→第1夜のみ）、大野遥平、朝倉康之、堀江泰輔、内山晶裕（大野～内山→第2夜のみ）
- 照明：佐々木祐輔（第1夜のみ）
- PA：白鳥慎一郎、松田勝治（白鳥・松田→第1夜のみ）、渡眞利泰樹、水野愛里香（渡眞利・水野→第2夜のみ）
- 撮影協力：キヤノン VVS-K（伊達厚、荒谷俊太郎、神谷泰次、藤田秀）
- VR：上田容一郎、園田光弘
- クレーン：明光セレクト
- 音楽コーディネート：大滝拓見
- 振付：岡千絵、上山貴行、西田一生（全員の方が第1夜のみ）
- 編成：長嶋大介
- 広報：平井隆
- ホームページ担当：城増美、渋沢恵
- テロップ送出：宮崎かおる、草崎祐一郎
- 音響効果：中田圭三、温水義成、野呂楓子
- 編集：小島嘉隆、坂本貴志
- MA：藤井啓介
- 編集CG：渡辺之雄
- 場内整理：坂井伸治
- TK：平野美紀子、高木美紀
- デスク：富張明子
- 協力：ハーフトーンミュージック
- 美術協力：フジアール、國新産業、エスケイシステム、興進電化、ナカムラ綜美、東京特殊効果、京花園、山田かつら、テルミック、東京チューブ
- 技術協力：fmt、共同テレビジョン、サンフォニックス、放映サービス、田中電設、共立、ワンツー・ワンツー、ピーシーライツ、三穂電機、4-Legs、MTプランニング、デジデリック、Feel Live inc.
- 制作協力：イースト・エンタテインメント、デジタルスペック
- 編集ディレクター：松本絵理、黒岩栄治、山下哲、吉田誠、渡辺由貴（松本→第1夜のみ、それ以外の方は両方担当）
- 送出ディレクター：阪本玲以（第1夜）、花輪研斗（第2夜）
- フロアディレクター：川上惇、大野悟、樋川優美、小野瀬瑞貴、松舘ちひろ（大野→両方担当、川上・樋川・小野瀬→第1夜のみ、松舘→第2夜のみ）
- フロアディレクター／編集ディレクター：後藤悠樹（第1夜はフロアディレクター、第2夜は編集ディレクター）
- ディレクター／総合演出：島田和正（第1夜はディレクター、第2夜は総合演出と表記）
- プロデューサー：中村峰子、土田芳美、宇賀神裕子、後藤夏美、加藤万貴、岩田恵、早川和希
- 総合演出・プロデューサー：浜崎綾（第1夜は総合演出・プロデューサー、第2夜は演出・プロデューサーと表記）
- チーフプロデューサー：三浦淳
- 制作：フジテレビ編成制作局制作センター第二制作室
- 制作著作：フジテレビ

## その他
- 当初は近藤真彦とNEWSが第1夜に出演予定だったが、近藤は自身の不倫で無期限の芸能活動自粛を発表したこと[12][13]、NEWSはメンバーの小山慶一郎と加藤シゲアキが新型コロナウイルスに感染したことに伴い、増田貴久も含めた全員が出演を取り止めた[14][15]。
- また、第2夜のAKB48は主要メンバーの多くが自宅待機になり出演が困難になった為、代替メンバーの出演をせず、出演時間分を変更して「FNS歌謡祭 AKB48名場面集」を放送[16]。

## 関連番組
- VS嵐

当番組の司会を務める相葉雅紀が嵐としてレギュラー出演しているバラエティ番組。
同年11月12日放送分では当番組の司会者と放送日が発表された。また、翌週以降の放送でも追加の出演アーティストや企画が随時発表された。
- FNS歌謡祭 見どころ徹底解説

当番組の放送の前週から2週にかけて5回にわたって、同年11月28日 0:55 - 1:05、12月1日 0:25 - 0:35、12月2日 0:25 - 0:35、12月8日 0:25 - 0:35、12月9日 0:25 - 0:35で放送された事前番組。
司会を務める相葉が進行を務めて、番組に出演する出演アーティストとのインタビュー形式で本年の企画・みどころを紹介された。
フジテレビと一部の系列局で放送。
- もうすぐFNS歌謡祭 10倍楽しみになる見どころを徹底解説

同年11月29日 12:50 - 13:40に放送された事前番組。
上記同様で司会を務める相葉が進行を務めて、番組に出演する出演アーティストとのインタビュー形式で本年の披露楽曲・企画・みどころを詳しく紹介された。
フジテレビと一部の系列局で放送。
- Love music

同年11月30日 0:30 - 1:25に「FNS歌謡祭 直前スペシャル!」と題して放送。
司会を務める相葉がトークゲストとして出演して、同番組でMCを務める森高千里との対談形式で本年の披露楽曲・企画・みどころを詳しく紹介された。
同年12月7日 0:30 - 1:25には第2夜のみどころを詳しく紹介された。